# Епархия Рутенга
Епархия Рутнега (лат. Dioecesis Rutengensis) — епархия Римско-Католической церкви с центром в городе Рутенг, Индонезия. Епархия Рутенга входит в митрополию Энде. Кафедральным собором епархии Рутенга является церковь Пресвятой Девы Марии и святого Иосифа в городе Рутенг.

## История
8 марта 1951 года Римский папа Пий XII издал буллу Omnium Ecclesiarum, которой учредил апостольский викариат Рутенга, выделив его из апостольского викариата Малых Зондских остров (сегодня — архиепархия Энде).
3 января 1961 года Римский папа Иоанн XXIII издал буллу Quod Christus, которой преобразовал апостольский викариат Рутенга в епархию.

## Ординарии епархии
- епископ Willem van Bekkum SVD[1] (8.03.1951 — 10.03.1072);
- епископ Vitalis Djebarus SVD (17.03.1973 — 4.09.1980) — назначен епископом Денпасара;
- епископ Eduardus Sangsun SVD (3.12.1984 — 13.10.2008);
- епископ Hubertus Leteng (7.11.2009 — по настоящее время).

## Источник
- Annuario Pontificio, Libreria Editrice Vaticana, Città del Vaticano, 2003, ISBN 88-209-7422-3
- Булла Omnium Ecclesiarum, AAS 43 (1951), стр. 452  (лат.)
- Булла Quod Christus, AAS 53 (1961), стр. 244  (лат.)